# مأموریت سازمان ملل متحد-اتحادیه آفریقا در دارفور

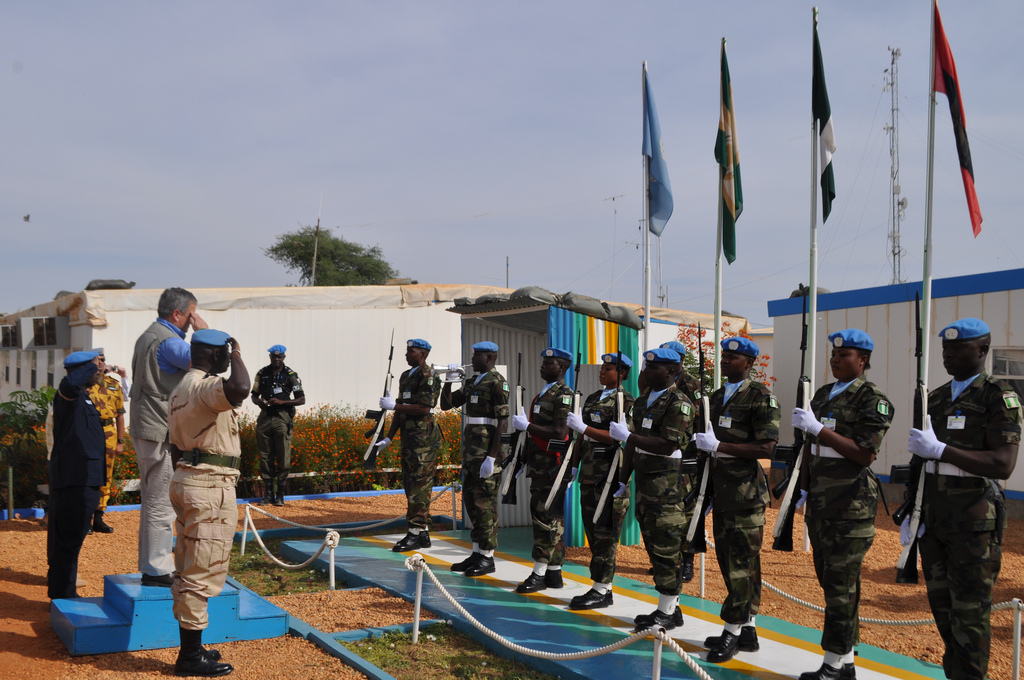
یک گارد افتخاری UNAMID از ورود SE Gration به محوطه UNAMID در El Geneina، دارفور غربی، ۱۹ نوامبر ۲۰۰۹ استقبال می‌کند.

عملیات ترکیبی اتحادیه آفریقا و سازمان ملل متحد در دارفور (معروف به مخفف آن UNAMID) یک مأموریت صلحبانی مشترک اتحادیه آفریقا (AU) و سازمان ملل متحد (سازمان ملل) است که به‌طور رسمی توسط قطعنامه ۱۷۶۹ شورای امنیت سازمان ملل در ۳۱ ژوئیه ۲۰۰۷ تأیید شد، برای ایجاد ثبات در منطقه جنگ زده دارفور سودان در حالی که مذاکرات صلح در مورد توافق نهایی ادامه دارد.
مأموریت ۱۲ ماهه اولیه آن تا ۳۱ ژوئیه ۲۰۱۰ تمدید شد. در سال ۲۰۰۸، بودجه آن تقریباً ۱۰۶ میلیون دلار در ماه بود. نیروی حدود ۲۶۰۰۰ نفری آن در اکتبر ۲۰۰۷ به منطقه اعزام شدند. مأموریت ۹۰۰۰ نفری اتحادیه آفریقا در سودان (AMIS)، که قبلاً مسئولیت حفظ صلح را بر عهده داشت، تا ۳۱ دسامبر ۲۰۰۷ به‌طور کامل در این نیروی جدید ادغام.
این مأموریت برای نیرویی متشکل از ۱۹۵۵۵ پرسنل نظامی و ۳۷۷۲ پلیس به همراه «۱۹ واحد پلیس تشکیل شده که هر کدام از ۱۴۰ پرسنل تشکیل شده است» است. نیروهای حافظ صلح مجاز به استفاده از زور برای محافظت از غیرنظامیان و عملیات‌های بشردوستانه هستند. UNAMID اولین نیروی مشترک سازمان ملل متحد و اتحادیه اروپا و بزرگ‌ترین مأموریت حافظ صلح است.
تا دسامبر ۲۰۰۸، ۱۵۱۳۶ پرسنل یونیفرم پوش شامل ۱۲۱۹۴ سرباز، ۱۷۵ ناظر نظامی و ۲۷۶۷ افسر پلیس را مستقر کرده بود که توسط ۷۸۶ پرسنل غیرنظامی بین‌المللی، ۱۴۰۵ کارمند غیرنظامی محلی و ۲۶۶ داوطلب سازمان ملل پشتیبانی می‌شدند.
در ۲۲ دسامبر ۲۰۲۰، شورای امنیت سازمان ملل متحد به اتفاق آرا قطعنامه ۲۵۵9 (2020) را برای پایان دادن به مأموریت UNAMID در ۳۱ دسامبر ۲۰۲۰، با خروج کامل تا ۳۰ ژوئن ۲۰۲۱ به تصویب رساند.